# Reno 911!
Reno 911! ist eine US-amerikanische Comedyserie, die von 2003 bis 2009 auf dem amerikanischen Sender Comedy Central ausgestrahlt wurde und seit 2020 auf Quibi bzw. dem Roku Channel fortgesetzt wird.

## Inhalt
Reno 911! parodiert die Serie COPS. Gezeigt wird das übertrieben alltägliche Leben als Polizist in Reno, Nevada. Die Serie erweckt den Anschein, dass sie eine Reality Show wäre, indem man den Alltag von Polizisten begleiten würde. Doch alle Szenen sind rein inszeniert, nicht einmal das Washoe County Sheriff's Departement existiert in Wirklichkeit. Die Gruppe des Reno Sheriff's Department besteht aus sieben Polizisten, die hauptsächlich mit Rassismus, Drogendelikten und den verrückten Menschen, die in Reno leben, zu tun haben.

## Hintergrund
Bereits 2001 wurde Reno 911! für den amerikanischen Sender FOX entwickelt, doch zu einer Produktion sollte es nie kommen. Comedy Central hatte wenig später Interesse an der Serie und kaufte die Rechte auf, somit konnte die Serie 2003 in den USA auf Sendung gehen.
Der enorme Erfolg der ersten Staffel in den USA machte den deutschen Sender kabel eins aufmerksam. Dieser strahlte zwischen Mai bis Juli 2004 die erste Staffel aus, doch mit relativ geringen Einschaltquoten, was nicht zuletzt an dem späten Sendeplatz lag. In den USA lief vom 1. April 2009 bis 8. Juli 2009 die sechste und letzte Staffel. Am 13. August 2009 verkündete Thomas Lennon über Twitter das Ende der Serie. 2020 wurde die Serie auf der Videoplattform Quibi wiederbelebt, deren Bibliothek nach der Einstellung der Plattform von Roku aufgekauft wurde, wo die Serie auf dem Roku Channel fortgesetzt wird.
Seit Januar 2007 besitzt Comedy Central die Rechte in Deutschland an der Serie und zeigte bis Juli 2007 Staffel 1 bis 3 im deutschen Fernsehen. Außerdem gibt es eine deutsche Adaption, die den Stil der Serie kopiert. Sie lief mit dem Titel Alles in Ordnung – Mit dem Wahnsinn auf Streife.

## Reno 911!: Miami
Am 23. Februar 2007 erschien in den USA der erste Kinofilm der Serie, Reno 911!: Miami. In dem Film geht es darum, dass die Polizisten von Reno zu einem Polizeikongress nach Miami müssen. Ausgerechnet in den Frühlingsferien, wo sich die Schüler und Studenten gerade amüsieren wollen. Der Film schaffte es am Startwochenende auf Platz 4 der amerikanischen Kinocharts und spielte insgesamt 21,8 Millionen US-Dollar bei einem Budget von 10 Millionen US-Dollar ein.
In Deutschland erschien der Film am 17. Dezember 2007 auf DVD.